# Andreas Kirchgäßner
Andreas Kirchgäßner (* 1957 in Freiburg im Breisgau) ist ein deutscher Kinder- und Jugendbuchautor.

## Werdegang
Kirchgäßner absolvierte nach seinem Abitur zunächst eine Landwirtschaftslehre, er schulte später um zum Maschinenschlosser. 
Nach ausgedehnten Afrikareisen beschloss er, ganz vom und fürs Schreiben zu leben. 1999 erhielt er eine Drehbuchförderung der Medien- und Filmgesellschaft Baden-Württemberg für den Spielfilm Jobsharing. 2001 erschien sein erstes Kinderbuch Das alte Haus in der ArsEdition, München. Es folgten vier weitere Kinderbücher aus der Reihe Känguru: Bildergeschichten zum Lesenlernen. Er verfasste zahlreiche Hörfunkbeiträge über die Trance-Musik der Gnawa, über den Sufismus und das Leben in Afrika, die unter anderem im Deutschlandradio, Hessischen Rundfunk, Saarländischen Rundfunk und im SWR gesendet wurden. 2002 erschien sein Afrikaroman Zeitverlust im demand.verlag literaturbuero, seither ist er als freier Schriftsteller und Dozent tätig. 
Andreas Kirchgäßner ist Mitglied im Verband Deutscher Schriftsteller (VS). Er besucht Schulen in Deutschland, der Schweiz, Frankreich und Luxemburg und liest dort aus seinen Werken.

## Werke

### Bücher
Eigenständige Veröffentlichungen
- Die sieben Farben der Nacht. osbert+spenza, Ravensburg 2020, ISBN 978-3-947941-02-5.
- Traum-Pass. Horlemann, Angermünde 2016, ISBN 978-3-89502-401-6.
- Anazarah. Horlemann, Bad Honnef 2010, ISBN 978-3-89502-305-7.
- Zeitverlust. Demand, Waldburg 2002, ISBN 978-3-935093-07-1.
- Hot Dog. Horlemann, Merdingen 2021, ISBN 978-3-895024-06-1.

Aus der Reihe Känguru : Bildergeschichten zum Lesenlernen
- Das alte Haus. Ars Edition, München 2001, ISBN  978-3-7607-3845-1.
- Ein Kaninchen stiftet Chaos. Ars Edition, München 2002, ISBN 978-3-7607-3893-2. (Zusammen mit Christine Kleicke)
- Donnerwetter, Wikinger! Ars Edition, München 2003, ISBN 978-3-7607-3934-2. (Zusammen mit Laurence Sartin)
- Fußball-Freunde. Ars Edition, München 2004, ISBN 978-3-7607-3996-0. (Zusammen mit Irmgard Paule)
- Das geheime Hexenfest. Ars Edition, München 2006. ISBN 978-3-7607-4017-1.